# Baba Tatsui

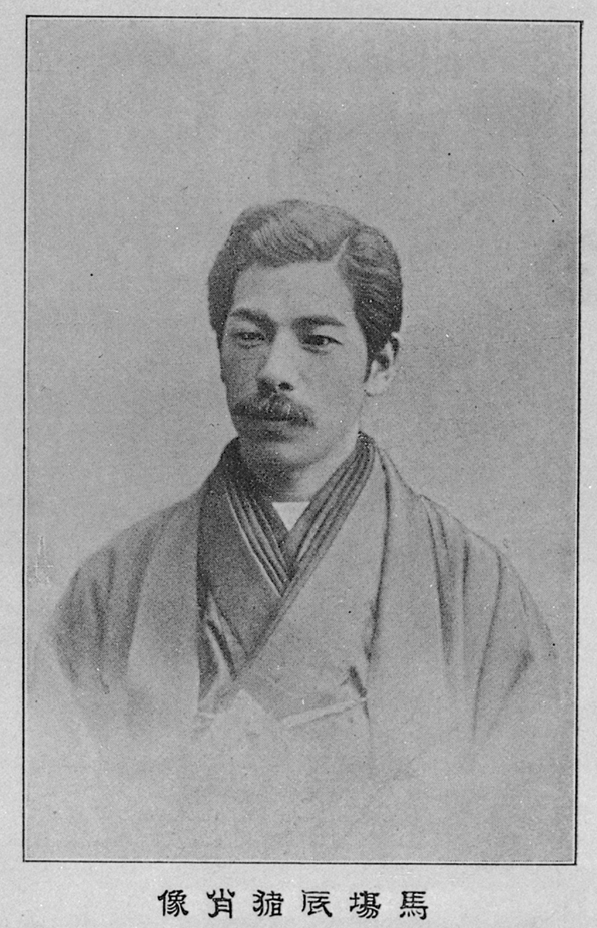
Baba Tatsui

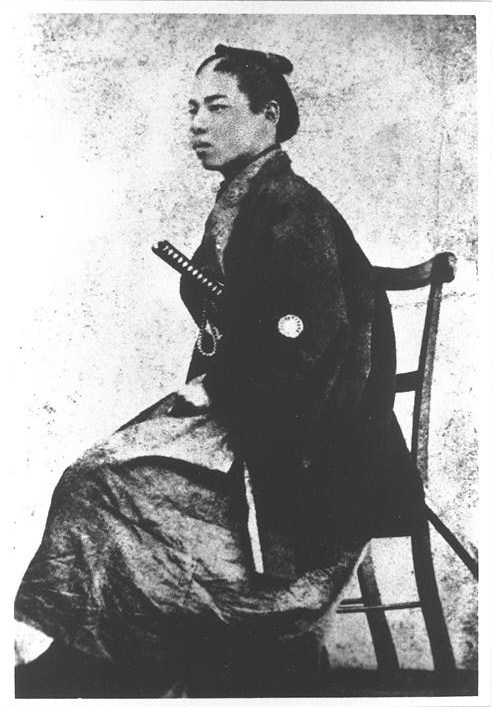
Baba Tatsui, frühes Foto

Baba Tatsui (japanisch 馬場 辰猪; geb. 24. Juni 1850 in Kōchi; gest. 1. November 1888 in Philadelphia) war ein japanischer Reformer während der Meiji-Zeit.

## Leben und Werk
Baba Tatsui wurde als Sohn eines zum Tosa-Han gehörenden Samurai geboren. Von 1866 bis 1870 studierte er an Fukuzawa Yukichis Keiō-Universität und bildete sich anschließend bis 1878 in England weiter. Dort begann er, sich mit der Gesetzgebung zu befassen. Während seines Aufenthaltes in England verfasste er 1873 eine japanische Grammatik unter dem Titel „日本語文典初歩“ (Nihongo Bunten shoho; Erste Schritte zu einer japanischen Grammatik). Er gründete eine Vereinigung japanischer Studenten und befürwortete die Revision der sogenannten „Ungleichen Verträge“ mit dem Westen in der Schrift „The Treaty Between Japan and England and The English in Japan“.
Nach seiner Rückkehr nach Japan wurde Baba Aktivist in der Bewegung, die eine demokratische Verfassung forderte, und Mitbegründer der Kokuyū-kai (国友会). 1881 wurde er Vizepräsident der neu gegründeten Partei Jiyūtō (自由党), wo er sich mit Präsident Itagaki und Gotō Shōjirō anfreundete. Er gab aber schon bald den Posten auf aus Verärgerung über Itagaki, der eine von der Regierung bezahlten Reise ins Ausland angenommen hatte. Zusammen mit Nakae Chōmin wurde er einer der führenden Theoretiker der Volksbewegung.
Baba schrieb Beiträge für die Zeitschrift Kyōson (共存雑誌), für die  Zeitung Jiyū (自由新聞) und die Zeitung Chōya (朝野新聞). Er befasste sich mit der Ausbildung im Rechtswesen, gründete die Abendschule Meiji Gijuku (明治義塾) und eröffnet eine Art Anwaltsbüro. 
1885 wurde Baba mit der Anschuldigung, Sprengmaterial zu besitzen, festgenommen, aber nach einem halben Jahr freigelassen. 1886 ging ins Exil in die USA, wo er 1888 einen langen Essay auf Englisch verfasste: „The Political Condition of Japan, Showing the Depotism and Incompetency of the Cabinet and the Aims of the Popular parties.“ Er verstarb bereits im selben Jahr in Philadelphia.